# 악령의 리사
《악령의 리사》(영어: Deadly Blessing)는 미국에서 제작된 웨스 크레이븐 감독의 1981년 슬래셔 영화이다. 매런 젠슨, 샤론 스톤 등이 출연하였고, 퍼트리샤 허스커빅 등이 제작에 참여하였다.

## 줄거리
마사는 주민 대다수가 금욕적인 종교 공동체 일원인 시골 마을의 외딴 농가에서 냉담자가 된 남편 짐과 살고 있다. 신자들은 마사를 짐이 종교로부터 멀어지게 유혹한 인큐버스라고 의심한다.
짐은 누군가 헛간에 인큐버스라는 글자를 페인트칠해놓은 걸 발견한 뒤 갑자기 한밤중에 작동한 본인의 트랙터에 치여 사망한다. 로스앤젤레스로 돌아오라고 마사를 설득하기 위해 친구들이 찾아온 가운데 검은 옷을 입은 인물이 사람들을 죽이기 시작한다.

## 출연
- 매런 젠슨 - 마사 슈밋 역
- 샤론 스톤 - 라나 마커스 역
- 수전 버크너 - 비키 앤더슨 역
- 제프 이스트 - 존 슈밋 역
- 콜린 라일리 - 멀리사 역
- 더글러스 바 - 짐 슈밋 역
- 리사 하트먼 - 페이스 스톨러 역
- 로이스 네틀턴 - 루이자 스톨러 역
- 어니스트 보그나인 - 아이제이아 슈밋 역
- 마이클 베리먼 - 윌리엄 글런츠 역

## 기타 제작진
- 협력 제작: 매슈 바, 글렌 M. 버네스트
- 배역: 리즈 케이글리, 셰리 로즈
- 미술: 잭 마티

## 홈 미디어
2013년 1월 22일, 샤우트! 팩토리가 유니버설 스튜디오 라이선스를 통해 수집가용 블루레이, DVD를 출시하였다.